# Prakaram
Prakaram (प्राकारः v sanskrtu), napisan tudi pragaram ali pragaaram) v indijski arhitekturi je zunanji del okoli svetišča hindujskega templja. Lahko so zaprti ali odprti in so običajno zaprti za najbolj notranji prakaram. V skladu s hindujskimi verskimi praksami bhakte začnejo prihajati okoli zunanjih prakaram do najbolj notranjih, preden vstopijo v svetišče.
Večina zgodovinskih mest v Južni Indiji, kot so Madurai, Srirangam, Sirkali, Thiruvarur in Čidambaram, je bila zgrajena okoli velikih templjev v središču mesta. Ulice mesta delujejo kot podaljšek prakaramov templja. Tempelj Sri Ramanathasvami ima zunanji sklop hodnikov, ki velja za najdaljši prakaram na svetu.

## Tempeljska arhitektura
V hindujskem templju je prakaram tempelj okoli svetišča. Običajno je molitvena dvorana hindujskega templja zgrajena pred svetiščem templja (garbhagriha). Veliki hindujski templji imajo lahko enega ali več prakaramov. Ta deluje kot krožni prehod za bhakte, da pridejo okoli svetišča. Če ima tempelj več kot en prakaram, je manjši zaprt znotraj večjega. V skladu s hindujskimi verskimi praksami bhakte začnejo prihajati okoli zunanjega prakarama do najbolj notranjega, preden vstopijo v svetišče. To kaže na prepričanje, da morajo bhakte izgubiti najbolj zunanjo vez z najbolj notranjim, preden dosežejo božanskost. Metoda je tudi indikativna za redukcijo hrupa v zunanjem prostoru v notranjost, da bi povečali občestvo z bogom. Tempelj Sri Ramanathasvami ima zunanji niz hodnikov, ki veljajo za najdaljše na svetu, saj merijo približno 6,9 m v višino, vsak po 400 čevljev na vzhodu in zahodu ter približno 640 čevljev na severu in jugu. Notranji hodniki so približno 224 čevljev vsak na vzhodu in zahodu ter približno 352 čevljev vsak na severu in jugu.

## Verski pomen
Struktura hindujskega templja je podobna človeškemu telesu z vsemi njegovimi subtilnostmi. Pet sten, ki obkrožajo ena z drugo, so koše (ohišja) človeškega obstoja. Najbolj zunanja je Annamaja koša, ki simbolizira materialno telo. Druga je Pranamaja koša, ki simbolizira ovoj vitalne sile ali prane (dih). Tretja je Manomaja koša, ki simbolizira ovoj misli, mano. Četrta je Vidžnanamaja koša, ki simbolizira ovoj intelekta. Peta in najbolj notranja je Anandamaja koša, ki simbolizira ovoj blaženosti.

## Tempeljska mesta
Večina zgodovinskih mest v Južni Indiji, kot so Madurai, Srirangam, Sirkali, Thiruvarur in Čidambaram, je bila zgrajena okoli velikih templjev v središču mesta. Ulice mesta delujejo kot podaljšek prakaramov templja. Ti trgi ohranjajo svoja tradicionalna imena ulic Aadi, Čitirai, Avani-moola in Masi, ki ustrezajo imenom tamilskih mesecev in tudi povezanim festivalom. Tempeljski prakarami in ulice so prilagojeni dovršenemu koledarju festivalov, v katerem dramatične procesije obkrožajo svetišča na različnih razdaljah od središča. Tempeljske kočije, ki se uporabljajo v procesijah, so postopoma večje glede na velikost koncentričnih ulic. Starodavni tamilski klasiki opisujejo tempelj kot središče mesta in okoliških ulic. Osi mesta so bile poravnane s štirimi četrtinami kompasa in štiri vrata templja so omogočala dostop do njega. Bogati in višji sloji družbe so bili nameščeni na ulicah blizu templja, najrevnejši pa na obrobnih ulicah.